# På flugt
|  | Denne artikel er oprettet af botten PalnaBot ud fra en ekstern database. Den kan derfor have sproglige fejl eller mangler. Denne skabelon kan fjernes efter kontrol af indholdet. |

På flugt er en kortfilm instrueret af Jesper Troelstrup efter manuskript af Gunvor Bjerre og Jesper Troelstrup.

## Handling
Younis på 13 år og hans familie får forsjette gang på seks år at vide, at de skal flytte til et nyt asylcenter. Det får Younis til at tage sagen i egen hånd og gå under jorden. Han er overbevist om, at hvis han ikke er der, når myndighederne kommer for at hente dem, så kan familien ikke blive flyttet. Undervejs får Younis hjælp af sin danske ven Anton.